# Палафокс, Антонио
Антонио (Тони) Палафокс (исп. Antonio 'Tony' Palafox; род. 28 апреля 1936, Гвадалахара) — мексиканский теннисист и теннисный тренер.
- Двукратный победитель турниров Большого шлема в мужском парном разряде (с Рафаэлем Осуной)
- Чемпион Панамериканских игр 1959 года в мужском парном разряде (с Густаво Палафоксом).

## Спортивная карьера
Антонио Палафокс впервые был приглашён в сборную Мексики в 1956 году на матч Кубка Дэвиса со сборной Бразилии и в своей первой игре за сборную одержал победу. В 1959 году с Густаво Палафоксом, уже давно успешно защищавшим честь Мексики в теннисных турнирах, Антонио выиграл теннисный турнир Панамериканских игр в Чикаго. Своего следующего крупного успеха он добился в 1960 году, когда с бразильской звездой Марией Буэно дошёл до финала чемпионата США.
В 1961 году Палафокс, составивший пару с Рафаэлем Осуной, дошёл с ним до финала чемпионата США уже в мужском парном разряде. В финале их остановили хозяева корта Чак Маккинли и Деннис Ралстон. На следующий год мексиканская пара взяла у американцев реванш, причём сделала это дважды за месяц: сначала в полуфинальной игре Американской зоны Куба Дэвиса, а затем в финале чемпионата США. До конца года мексиканцы победили также сборные Югославии, Швеции и Индии и впервые в истории получили право играть в раунде вызова против действующих обладателей кубка — австралийцев во главе с обладателем Большого шлема родом Лейвером, однако этот барьер оказался для них слишком высоким.
Успешные выступления Осуны и Палафокса продолжились и на следующий год. Они выиграли вместе Уимблдонский турнир, а на чемпионате США в третий раз подряд встретились в финале с Маккинли и Ралстоном, на этот раз уступив в пяти сетах. Через два года Палафокс показал свой лучший результат в турнирах Большого шлема в одиночном разряде, когда вышел в четвертьфинал чемпионата США после победы над Мак-Кинли. Там он проиграл будущему чемпиону — Мануэлю Сантане из Испании. Он окончил выступления в начале Открытой эры.
После окончания игровой карьеры Антонио Палафокс занялся тренерской работой. Он был одним из первых тренеров Джона Макинроя, который начал заниматься теннисом в академии Порт-Вашингтон в Нью-Йорке, где Палафокс работал вместе с Гарри Хопманом (позже, приближаясь к концу карьеры, Макинрой снова пригласил его в качестве тренера и при его помощи дошёл до полуфинала Открытого чемпионата США 1990 года). В конце 1980-х и начале 1990-х годов занимал должность капитана сборной Мексики в Кубке Дэвиса.

## Участие в финалах турниров Большого шлема за карьеру (5)

### Мужской парный разряд (4)

#### Победы (2)
| Год  | Турнир              | Партнёр       | Соперники в финале           | Счёт в финале             |
| ---- | ------------------- | ------------- | ---------------------------- | ------------------------- |
| 1962 | Чемпионат США       | Рафаэль Осуна | Чак Мак-Кинли Деннис Ралстон | 6-4, 10-12, 1-6, 9-7, 6-3 |
| 1963 | Уимблдонский турнир | Рафаэль Осуна | Жан-Клод Барклай Пьер Дармон | 4-6, 6-2, 6-2, 6-2        |

#### Поражения (2)
| Год  | Турнир            | Партнёр       | Соперники в финале           | Счёт в финале            |
| ---- | ----------------- | ------------- | ---------------------------- | ------------------------ |
| 1961 | Чемпионат США     | Рафаэль Осуна | Чак Мак-Кинли Деннис Ралстон | 3-6, 4-6, 6-2, 11-13     |
| 1963 | Чемпионат США (2) | Рафаэль Осуна | Чак Мак-Кинли Деннис Ралстон | 7-9, 6-4, 7-5, 3-6, 9-11 |

### Смешанный парный разряд (1)
Поражение (1)
| Год  | Турнир        | Партнёр     | Соперники в финале                | Счёт в финале |
| ---- | ------------- | ----------- | --------------------------------- | ------------- |
| 1960 | Чемпионат США | Мария Буэно | Маргарет Осборн-Дюпон Нил Фрейзер | 3-6, 2-6      |

## Участие в финалах Кубка Дэвиса (1)
Поражение (1)
| Год  | Место   | Команда                       | Соперник в финале                           | Счёт |
| 1962 | Брисбен | Мексика Р. Осуна, А. Палафокс | Австралия Р. Лейвер, Н. Фрейзер, Р. Эмерсон | 0—5  |